# Caulibugula irregularis
Caulibugula irregularis är en mossdjursart som beskrevs av Liu 1985. Caulibugula irregularis ingår i släktet Caulibugula och familjen Bugulidae. Inga underarter finns listade i Catalogue of Life.